# Philadelphia Folk Festival - 40th Anniversary
Philadelphia Folk Festival - 40th Anniversary è un quadruplo CD registrato dal vivo, contenente alcuni estratti dai concerti tenuti in occasione dell'edizione numero 40 del festival.

## Tracce

### CD 1
1. Scots Piping - Bruce Martin
2. Walk A While - Fairport Convention
3. Green, Green Rocky Road - Dave Van Ronk
4. If I Had My Way - Gary Davis
5. Open Up Them Pearly Gates - Doc & Merle Watson
6. Kokomo Blues - Bonnie Raitt
7. Talkin' Fishin' Blues Ramblin' - Jack Elliott
8. Did You Hear John Hurt ? - Tom Paxton
9. Ain't No Tellin' - John Hurt
10. Irish Dance Medley - De Dannan
11. Here's To Cheshire, Here's To Cheese - Pete Seeger
12. The First Time Ever I Saw Your Face - Bonnie Dobson
13. Panama Limited - Tom Rush
14. City of New Orleans - Steve Goodman
15. Sharon - Bromberg Band
16. Farewell Toast/Boatman - Mike Cross

### CD 2
1. These Are the Days - Michael Cooney
2. Hoedown - Mad Pudding
3. No Love Today - Chris Smither
4. Watchin' the River Go - John Hartford
5. Sensitive New Age Guys - Christine Lavin
6. Wild Goose Chase - Roger Sprung
7. Hit or Miss - Odetta
8. Society's Child - Janis Ian
9. Hello in There' - John Prine
10. From a Distance - Nanci Griffith
11. Georgia State Patrol/Deep Gap Salute - Gamble Rogers
12. I'm Alright - Loudon Wainwright III
13. When I'm Gone - Mollie O'Brien
14. Ciorcirlia - Harmonia
15. People My Age - John Gorka
16. Le Jig Francais - BeauSoleil

### CD 3
1. Going Up - Great Big Sea
2. My Father's House - Eric Bibb
3. Tanglewood Tree - Dave Carter & Tracy Grammer
4. My Heart in Rio - Óscar López
5. Old Dominion - Eddie From Ohio
6. Ode to a Butterfly - Nickel Creek
7. Cakewalk into Town - Taj Mahal
8. Simple Gearle - Stacey Earle
9. Rawhide Ricky' - Skaggs Band
10. This Town Is Wrong - Katryna & Nerissa Nields
11. Minnie the Moocher - Moxy Früvous
12. Olympic Reel - Natalie MacMaster Band
13. The Golden Apples of the Sun - Mollie O'Brien
14. Beeswing - Richard Thompson
15. St. Mary of Regrets - Susan Werner
16. Alturas - Inti-Illimani
17. You Jacobites - Tempest

### CD 4
1. Beg to Differ - Patty Larkin
2. Ring-Around-A-Rosie-Rag - Arlo Guthrie
3. Darcy Farrow - Phil Ochs
4. I Ain't Marching Anymore - Steve Gillette & Cindy Mangsen
5. Devil's Dream/Sailor Hornpipe - Bill Keith & Jim Rooney
6. I Blinked Once - Steve Forbert
7. El pajarillo - Irene Farrera
8. Drag Queens in Limousines - Mary Gauthier
9. Goodnight Irene - Steve Goodman